# Загребські мости через Саву

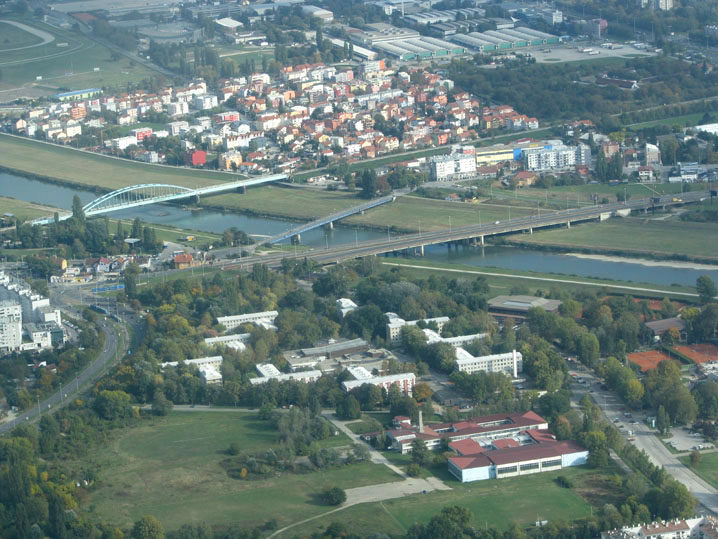
Справа наліво (за течією): Адріатичний, Савський (пішохідний) та Залізничний міст

Загребські мости через Саву (хорв. Zagrebački savski mostovi) — автомобільні, залізничні та пішохідні мости, що сполучають лівий та правий береги річки Сава у місті Загреб. Попри те, що місто простягається по обидва боки Сави, в Загребі їх дуже мало. Згідно з Генпланом міста, передбачається будівництво кількох нових мостів. 
Століттями через річку Сава переправлялися на плотах, а найпожвавленіший рух був у напрямку Карловаця та моря, з головним переходом у кінці сьогоднішнього Савського шляху. На тому місці було зведено перший дерев'яний міст, а 1892 року його замінив залізний міст із дерев'яним настилом для автомобілів і пішоходів, згодом заміненим залізобетонними плитами та асфальтовим покриттям. Лише в період з 1935 по 1937 рік на цьому самому місці побудовано сталеву конструкцію мосту на вже наявних стовпах у Саві. Це рішення інженера Миливоя Фрковича увійшло в історію як перша змішана конструкція. Стару конструкцію перенесли в Якушевець, і вона довгий час під назвою «Червоний міст» служила для засобів пересування і пішоходів. Залізничний міст у Загребі було збудовано 1862 року поблизу нинішнього кінця Савського шляху, з ґратчастою пролітною конструкцією, а в 1939 році за проєктом інженера Юре Ереги споруджено новий залізничний міст («зелений»), який використовується і донині.
Наявні мости через річку Сава, перелічені у порядку за течією, від Запрешича до Івані Реки:
- Міст Запрешич (хорв. Most Zaprešić; побудований у 1980 році, проєктувальник: Йосип Новак)
- Подсуседський міст (хорв. Podsusedski most; 1982 року, проєктувальник: Воїслав Драганич)
- Янкомирський міст (хорв. Jankomirski most; 1958 р., проєктувальник: Крунослав Тонкович; 2006 року добудовано другу проїзну частину, проєктувальник: Мате Пезер)
- Адріатичний міст (хорв. Jadranski most; 1981 р., проєктувальник: Звонимир Лончарич)
- Савський автомобільний міст (хорв. Savski kolni most (1938 р., проєктувальник: Миливой Фркович)
- Новий залізничний (Гендріксів) міст (хорв. Novi željeznički (Hendrixov) most; 1939 р.)
- Міст свободи (хорв. Most slobode; 1959 р., проєктувальник: Крунослав Тонкович)
- Міст юності (хорв. Most mladosti; 1974 р., проєктувальник: Воїслав Драганич)
- Залізничний міст Сава-Якушевець (хорв. Željeznički most Sava-Jakuševec; 1968 р., проєктувальник: Любомир Євтович)
- Вітчизняний міст (хорв. Domovinski most; 2007 р., проєктувальники: Райка Веверка і Мартіна Балич)
- Міст Сава-Іваня Река (хорв. Most Sava-Ivanja Reka; 1981 р., проєктувальник: Звонимир Лончарич)